# Túbulo distal
Em anatomia renal, o túbulo distal é o seguimento do túbulo renal localizado entre o túbulo intermediário e o túbulo de conexão. É uma estrutura tubular microscópica que faz parte dos túbulos renais, um dos constituintes do nefrónio.

## Subdivisões
De acordo com a International Union of Physiological Sciences, o túbulo distal é dividido em duas partes: a porção inicial é uma estrutura tubular retilínea, por isso, denominada parte reta ou pars recta ou túbulo reto distal. A segunda parte tem a estrutura tubular retorcida, portanto, denominada parte convoluta ou pars convoluta ou túbulo contorcido distal. O túbulo intermediário, a parte reta do túbulo proximal e a parte reta do túbulo distal, fomam a alça de Henle, e por isso o seguimento reto do túbulo distal também é chamado de ramo ascendente espesso da alça de Henle. A parte reta também é subdividida em medular e cortical, correspondendo às camadas do rim que esse túbulo percorre.
| Seguimento    | Divisão         | Subdivisão |
| ------------- | --------------- | ---------- |
| Túbulo distal | Parte reta      | Medular    |
| Túbulo distal | Parte reta      | Cortical   |
| Túbulo distal | Parte convoluta |            |